# 리엄 샤프
리엄 로저 샤프(영어: Liam Roger Sharp, 1968년 5월 2일 ~ )는 영국의 만화가이다. 영국 2000 AD지에서 《저지 드레드》를 비롯한 흥행작들을 써내 명성을 알렸고, 이후 미국 마블 코믹스에 입사하여 엑스맨, 스파이더맨, 맨싱, 헐크 만화를 썼다. 현재는 DC 코믹스에서 《원더우먼》을 쓰고 있다. 웹코믹 서비스 회사 메이드파이어의 설립자이기도 하다.